# José Sousa de Bettencourt
José Sousa de Bettencourt (Beira, Velas, ilha de São Jorge —?) foi produtor agrícola em terras próprias e militar do exército português na especialidade de infantaria.

## Biografia
Prestou serviço no exército português, no Regimento de Guarnição nº 1, aquartelado na Fortaleza de São João Baptista, no Monte Brasil, junto à cidade de Angra do Heroísmo.
Foi um médio detentor de terras na ilha de São Jorge particularmente no concelho de Velas onde produzia vários géneros de cereais com predominância para o trigo e para o milho eram vendidos na vila das Velas e chegando os excedentes a serem exportados para o continente português, para farinhas e produção de álcool.

## Relações Familiares
Foi filho de Bartolomeu Pereira Bettencourt e de D. Teresa Machado de Sousa. Casou em 1798 com D. Ana Clara Margarida (Santo Amaro, Velas, ilha de São Jorge —?), de quem teve:
1. António Bettencourt de Oliveira (Velas, ilha de São Jorge, 4 de Março de 1801 – Toledo, ilha de São Jorge, 1 de Agosto de 1866); casou com Paciência Maria de Bettencourt em 4 de Junho de 1831 em Santo Amaro, Velas, ilha de São Jorge.
2. Manuel (Velas, ilha de São Jorge, 6 de Abril de 1798 —?).
3. José (Velas, ilha de São Jorge 15 de Março de 1802 —?).
4. Francisca, (Velas, ilha de São Jorge, 27 de Setembro de 1805 —?).
5. Maria (Velas, ilha de São Jorge, 8 de Fevereiro de 1811 —).